# LuleåFans
LuleåFans är Luleå Hockeys officiella supporterklubb. Supporterklubben bildades 1994 under namnet Red Tags. Före 1994 fanns ingen organiserad supporterklubb, dock fortfarande en klack. Det finns även en sektion i södra Sverige, kallat LuleåFans Syd.
LuleåFans står på den klassiska "H-läktarn", på högra kortsidan i Delfinen, tillika ståplats.'Läktaren har även kallats för "Apberget". Läktarens nuvarande slogan är "Vi står upp för Luleå".
Nuvarande ordförande är Tomas Andersson, sedan 2023. Ordförande genom åren har tidigare varit Krister Niva (1994–1997), David Rosell (1997–2002), Mattias Sehlberg (2002–2006), Jimmy Renlund (2006-2011), Jonas Hermansson (2011-2014), Stefan Baudin (2014-2019), Tobias Wahlroos (2019-2023).
LuleåFans största rivalsupportrar är Skellefteå AIK:s Northpower.

Några av grupperingarna som representeras på H-läktaren är Gulröd Aktion Luleå (GRAL), Corsica Boys, Hoo-ligan, H-läktarn Boys, HSG och H-Gäris.